# Vipers Sports Club
O Vipers Sports Club é um clube de futebol com sede em Kampala na Uganda. Disputa o Campeonato Ugandense de Futebol, equivalente a primeira divisão nacional.

## Títulos
- Campeonato Ugandense: 2010, 2014–15 e 2017–18